# Sockenkranz

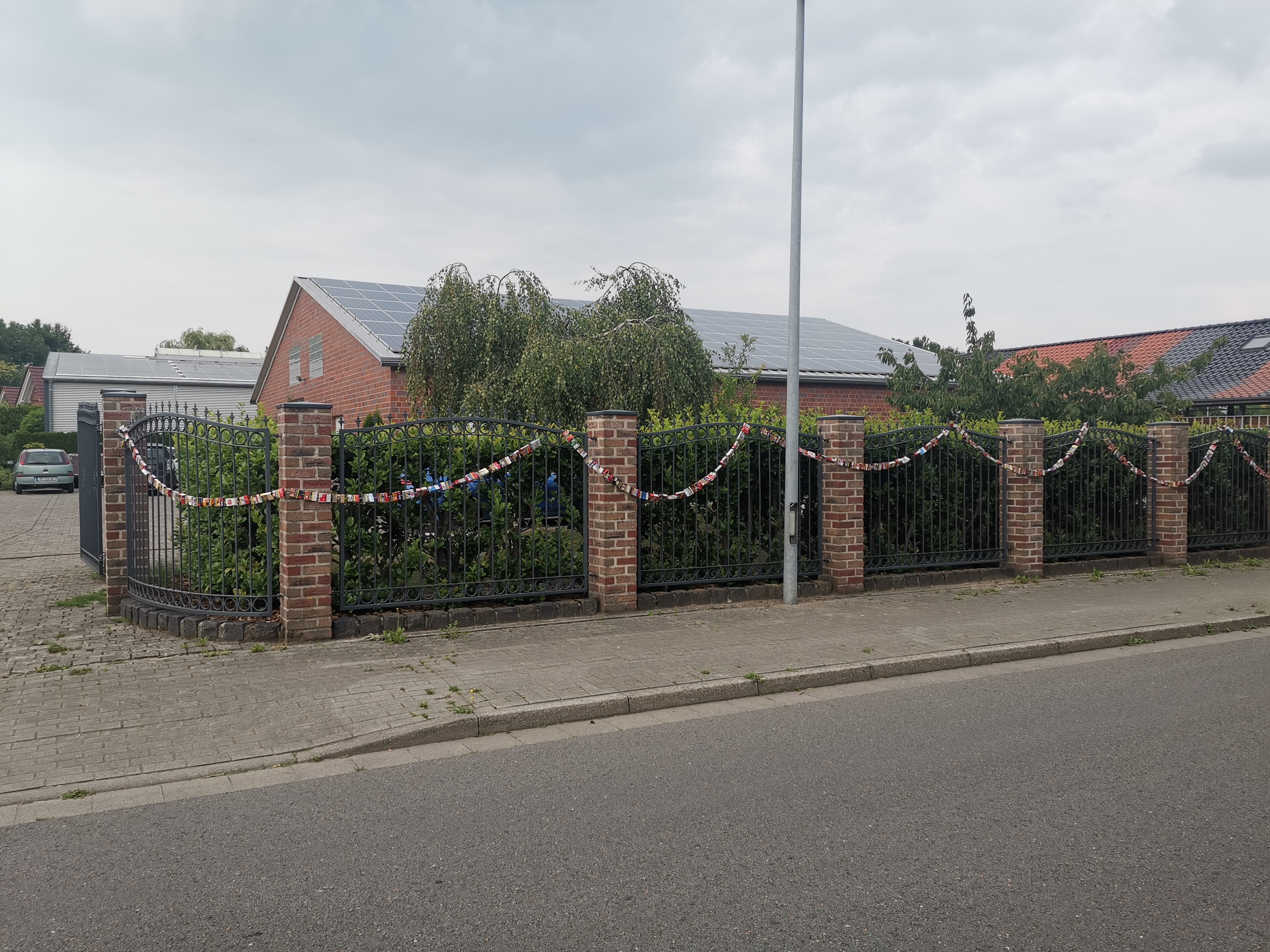
Aufgehängter Schachtelkranz im nördlichen Münsterland

Beim Sockenkranz handelt es sich um einen Brauch, der in Norddeutschland verbreitet ist. Er ist nach dem mit Socken verzierten Türkranz benannt, der dabei zum Einsatz kommt. Der Sockenkranz wird einem ledigen jungen Mann anlässlich seines 25. Geburtstages als Symbol seiner späten Ehelosigkeit über die Eingangstür gehängt. Damit wird der Betreffende aufgrund seiner Ehelosigkeit im „hohen Alter“ als Alte Socke gekennzeichnet.

## Verbreitung
Der Brauch des Sockenkranzes wird vor allem im Münsterland, Emsland, Oldenburger Münsterland, Osnabrücker Land sowie in Ostfriesland, Ostwestfalen, Landkreis Diepholz und der Grafschaft Bentheim ausgeübt.
Als Gegenstück zum Sockenkranz gibt es für Frauen einen Schachtelkranz zum 25. Geburtstag.
In anderen Regionen Nordwestdeutschlands, etwa dem Ruhrgebiet oder Teilen Niedersachsen, ist es hingegen eher üblich, als lediger Mann erst zum 30. Geburtstag etwas machen zu müssen, etwa die Treppe des Rathauses zu fegen, das in den oben genannten Gebieten jedoch auch eine normale Tradition ist. Bei den Damen werden dort zum 30. Klinken geputzt.

## Fertigung
Der Kranz wird häufig bei guten Freunden und Bekannten ohne Beisein des Gefeierten mit allen Freunden angefertigt. Ein Kranz erreicht nicht selten 50 m oder auch mehr. Gestopft werden die Socken beispielsweise mit altem Zeitungspapier oder Stroh.

## Durchführung des Rituals
Vor dem Aufhängen wird der Sockenkranz beim und vom  Geburtstagskind abgelaufen. Für jeden abgelaufenen Meter wird häufig ein alkoholisches Getränk (Schnaps oder Bier) geleert. Nach drei bis vier Wochen wird im Allgemeinen der Kranz wieder abgenommen. Dies wird traditionell auch wieder entsprechend zelebriert.

## Variante
In einigen Gegenden spielt es keine Rolle, ob das Geburtstagskind verheiratet ist oder nicht. Hier wird der Betreffende einfach auf Grund seines Alters als Alte Socke bezeichnet.
Außerdem gibt es in einigen Regionen anstelle eines Sockenkranzes einen Flaschenkranz („Kuemmerlingkranz“) für unverheiratete 25-jährige Männer.
Wird derjenige aber in einem Schaltjahr 25, so wird ihm stattdessen ein Schachtelkranz gebracht, da in einem Schaltjahr die Kränze getauscht werden. Dieser Tausch ist allerdings nicht überall bekannt, daher kann nach eigenem Ermessen entschieden werden.

## Weltrekord
Anlässlich des 825-jährigen Bestehens des Ortes Halverde fertigte die Dorfjugend der CAJ Halverde am 17. Mai 2014 den längsten Sockenkranz der Welt an und schaffte somit den Eintrag ins Guinness-Buch der Rekorde. Der Kranz maß 6066 Meter und zählte 69.152 Socken. Damit wurde der alte Rekord (3.184 Meter und 35.128 Socken) aus Neuseeland geknackt.